# Sattermjaure
Sattermjaure (modern stavning Sáddermjávrre) är en sjö i Arjeplogs kommun i Lappland och ingår i Piteälvens huvudavrinningsområde. Sjön har en area på 1,06 kvadratkilometer och ligger 558,9 meter över havet. Vandringsleden Kungsledens sommarled passerar Ruoutejaure strax norr om sjön, och vinterleden korsar sjön.

## Delavrinningsområde
Sattermjaure ingår i det delavrinningsområde (740753-157399) som SMHI kallar för Utloppet av Sattermjaure. Medelhöjden är 632 meter över havet och ytan är 11,41 kvadratkilometer. Det finns inga avrinningsområden uppströms utan avrinningsområdet är högsta punkten. Vattendraget som avvattnar avrinningsområdet har biflödesordning 3, vilket innebär att vattnet flödar genom totalt 3 vattendrag innan det når havet efter 296 kilometer. Avrinningsområdet består mestadels av skog (68 procent) och kalfjäll (16 procent). Avrinningsområdet har 1,34 kvadratkilometer vattenytor vilket ger det en sjöprocent på 11,7 procent.